# Facultad de la Armada
La Facultad de la Armada (FadARA) es una institución educativa argentina de nivel superior. Es una de las facultades que componen la Universidad de la Defensa Nacional (UNDEF).

## Historia
Las raíces de la Facultad de la Armada se hunden profundamente en la historia nacional, promoviendo una trayectoria de formación marítima y científica de más de 220 fructíferos años.
Los inicios de esta gesta académica se remontan a 1799 cuando Manuel Belgrano, Secretario de Comercio del Consulado del Virreinato del Río de la Plata, junto con Ventura Miguel Marcó del Pont, fundan la Escuela de Náutica y le dan su primer reglamento, programas y objetivos. Con el tiempo, esta institución adquiriría reconocimiento internacional. Hoy, sus títulos son avalados por la Organización Marítima Internacional (OMI), máxima autoridad regulatoria internacional, de acuerdo al Convenio Internacional sobre Normas para la Formación, Titulación y Guardias para la Gente de Mar (SCTW´78 enmendado). Su sede se encuentra en Puerto Nuevo (Buenos Aires).
Hacia 1872, fruto de la demanda de marinos militares de carrera con una educación escolástica y sistematizada, reclamada por la fuerte tecnologización que trajo la segunda revolución industrial, el presidente Domingo Faustino Sarmiento, el gran promotor de la educación nacional, promulga la creación de la Escuela Naval Militar. Este instituto, introdujo el estudio de las comunicaciones telegráficas, la propulsión a vapor, la construcción de los buques de casco de hierro, la balística y mecánica de los cañones rápidos y de gran alcance, generando las condiciones para que nuestro país pudiera adquirir naves más veloces, más grandes y poderosas. La Escuela Naval Militar se asienta en Río Santiago.
Bajo imperio del mismo ideal educativo inspirador de una nación pujante, el siguiente paso en el desarrollo intelectual de las sucesivas generaciones de marinos se dio en 1904, con la fundación de la Escuela Superior de Oficiales. Su propósito fue ampliar y profundizar la educación técnica de los cuadros superiores y planas mayores de la Armada. En 1950 se reconvirtió como Escuela Politécnica Naval y finalmente en 1976, junto a la inminente recepción de una moderna Flota de Mar, nuevos medios aeronavales y de Infantería de Marina, fue mudada a la Base Naval Puerto Belgrano y adoptó la configuración que actualmente posee, como Escuela de Oficiales de la Armada.
La Primera Guerra Mundial significó el choque entre los imperios dominantes y la puesta en escena de todos los recursos bélicos disponibles, junto a los de las ciencias y tecnologías en desarrollo. Ante las corrientes de valorización del mar y el poder naval de las naciones, el presidente Agustín P. Justo, bajo inspiración del Capitán de Navío Eleazar Videla, funda la Escuela de Guerra Naval, como claustro de pensamiento y fomento de los Intereses Marítimos y la estrategia en el mar. Esta academia toma el legado geopolítico y la visión marítima del Almirante Segundo Storni, coherente con las planteadas por Mahan, Corbett, Castex, Wegener y otros pensadores de las potencias navales de la época. Desde 2012 comparte el campus educativo con las demás escuelas de guerra de las Fuerzas Armadas, en Palermo (CABA).
Los primeros cursos de formación de hidrógrafos, oceanógrafos, meteorólogos, cartógrafos y glaciólogos fueron impartidos por el Servicio de Hidrografía Naval, fundado en 1879, colaborando asimismo con el desarrollo de los primeros biólogos marinos, desde entonces reconocido internacionalmente por la calidad científica de sus múltiples publicaciones de ayuda a la navegación y la seguridad náutica. Desde 1927 incorporó buques científicos hidrográficos y oceanográficos, completando centenares de campañas científicas. En 1962 se crea la Escuela de Cartógrafos, y ante la necesidad de concentrar la actividad educativa en un solo instituto, en 1996 se funda la Escuela de Ciencias del Mar, como heredera de todo ese rico legado histórico. Desde 2012 funciona en su sede actual, junto al Apostadero Naval de Dársena Norte. Esta escuela ha obtenido el certificado y diploma de revalidación del reconocimiento de la Categoría “A” para Cartógrafos Náuticos, por la carrera de Licenciatura en Cartografía que se imparte en sus claustros. Esta distinción fue otorgada por el Comité Internacional de Estándares de Competencias para Hidrógrafos y Cartógrafos Náuticos (IBSC), conformado por la Organización Hidrográfica Internacional (OHI), la Asociación Cartográfica Internacional (ACI) y la Federación Internacional de Geómetras (FIG).
Hacia 1991, las continuas demandas de capacitación académica y la creciente vinculación universitaria de las escuelas de formación de la Armada llevan a la Dirección de Educación Naval a crear el Instituto Universitario Naval (INUN). Desde entonces, sus casas principales expandieron licenciaturas, maestrías y posgrados con el rango y reconocimiento propio de una universidad, con sedes académicas en la Escuela Nacional de Náutica “Manuel Belgrano”, la Escuela Naval Militar, la Escuela de Oficiales de la Armada, la Escuela de Guerra Naval y la Escuela de Ciencias del Mar. Esto conllevó al replanteo de algunos currículos académicos en la formación de oficiales para brindarles paralelamente una titulación universitaria.
En diciembre de 2014 se promulgó la Ley 27.015 que crea la Universidad de la Defensa Nacional (UNDEF), constituida sobre la base de los Institutos Universitarios que ya funcionaban bajo la órbita del Ministerio de Defensa de la Nación y de las Fuerzas Armadas, entre ellos el INUN.
Así, constituida en 2015 sobre las bases del Instituto Universitario Naval, la Facultad de la Armada es la institución académica superior que lleva adelante la formación y capacitación del personal de la Armada Argentina y de civiles, relativas a las múltiples áreas de los estudios marítimos, estratégicos y militares.
Nuestras sedes universitarias tienen un largo precedente de vinculación con altas casas de estudios y organismos de investigación, como el Instituto Tecnológico de Buenos Aires (ITBA), el Instituto Nacional de Investigación y Desarrollo Pesquero (INIDEP), la Universidad Nacional del Sur (UNS), la Universidad Tecnológica Nacional (UTN), museos de ciencias naturales, observatorios astronómicos y meteorológicos, organismos internacionales regulatorios, etc. y complementan sus actividades con el buque escuela Fragata A.R.A. “Libertad” y otras unidades de instrucción de la Armada.
La Facultad de la Armada tiene una larga y destacada historia, proyecta a la Nación Argentina una sólida formación académica y promueve una visión geopolítica y estratégica con fuerte arraigo en la importancia del mar, los ríos, nuestros archipiélagos australes, la Antártida y los espacios marítimos de interés nacional.
Tenemos un pasado, educamos en el presente, abrimos el futuro.

## Sede

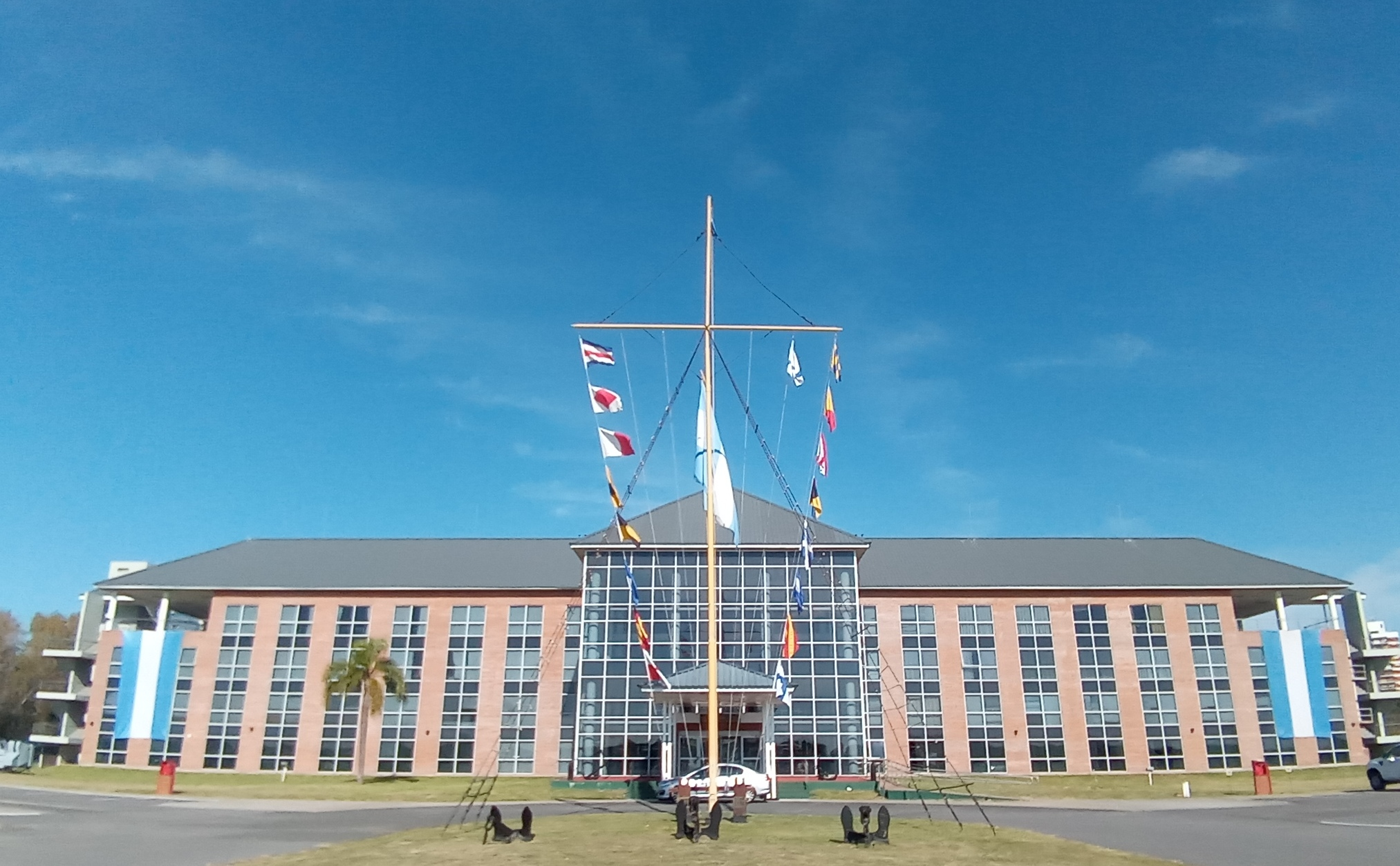
Sede de la Facultad de la Armada en el "Polo Educativo de la Armada".

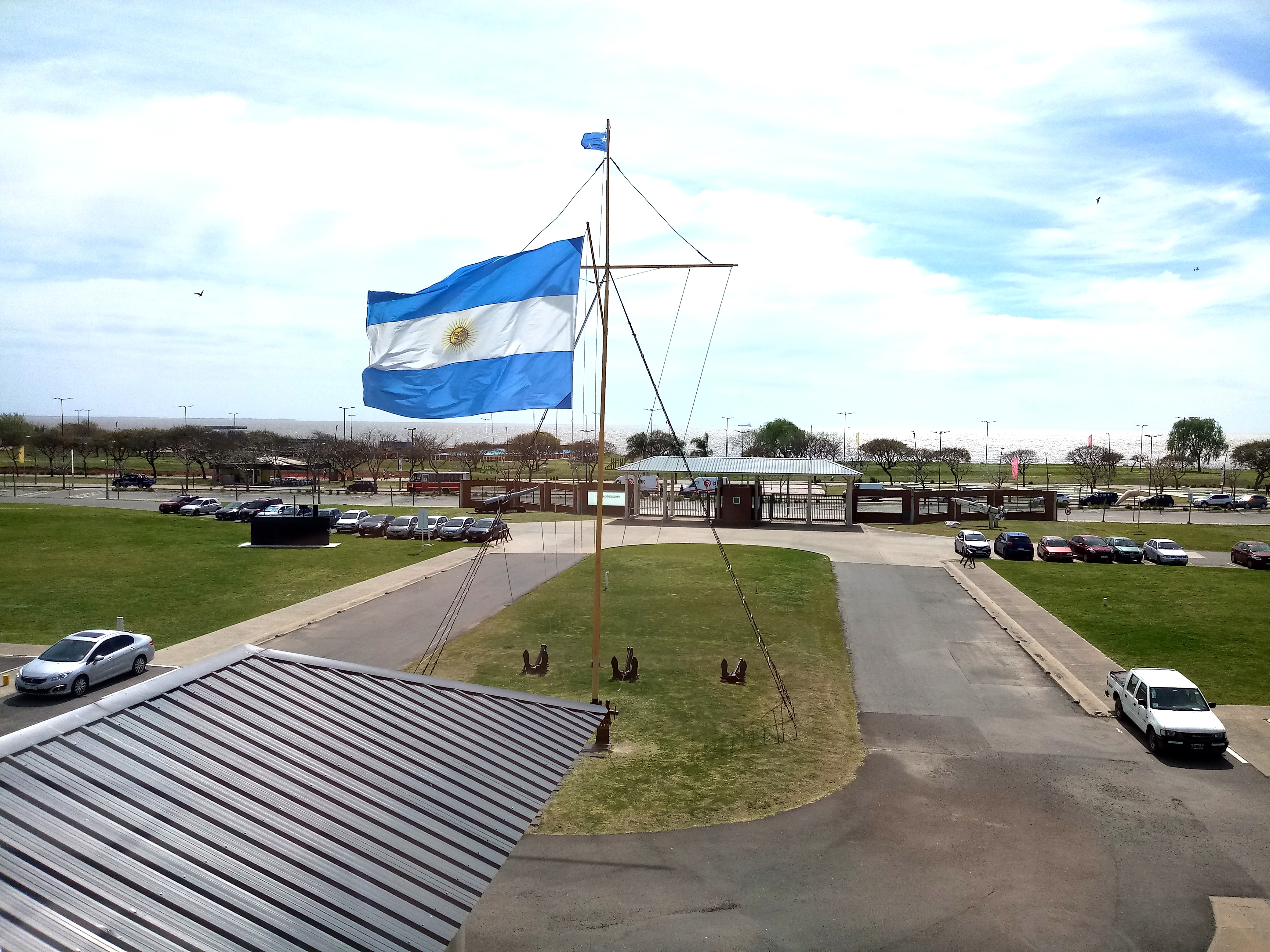
Vista al río desde las oficinas de la FadARA.

Su sede central se encuentra en el predio de la Armada Argentina, dedicado a múltiples aspectos de la Educación muchos de los cuales componen el Sistema Educativo Naval, al cual se lo conoce como el "Polo Educativo de la Armada" con asiento en la calle Francisco Narciso de Laprida 555, del municipio de Vicente López Código Postal 1638. En ese mismo predio se radican otras dependencias de la Armada Argentina incluido el Liceo Naval Almirante Brown, la Dirección General de Investigación y Desarrollo (DGID) y la Dirección General de Educación (DGED).

## Organización

### Autoridades y Gobierno
Por el régimen especial que reviste la UNDEF, y con ella todas sus facultades, las autoridades de la FadARA no se eligen mediante el sistema de gobierno tripartito universitario producto de la llamada Reforma Universitaria, sino que se desprende de la estructura de la Dirección General de Educación de la Armada y de las nominaciones realizadas en conjunto por el Jefe del Estado Mayor General de la Armada y el Ministerio de Defensa.
Las autoridades actuales son:
- Decano: Contraalmirante VGM (RE) Mg. Juan Carlos Bazán

Las Secretarías actuales son:
- Secretaría Académica
- Secretaría de Evaluación
- Secretaría de Investigación
- Secretaría de Extensión y Vinculación Universitaria
- Secretaría de Gestión y Articulación Universitaria

Asimismo completa el cuadro de gestión y administración, el Cargo de Cursos Externos.

### Sedes Educativas Universitarias (SEUs)
La FadARA integra a cinco de las escuelas tradicionales de la Armada que componen el sistema educativo universitario naval. 
Las mismas dictan carreras de formación de grados y posgrados así como cursos de especialización y actividades de extensión universitaria (seminarios, conferencias, etc.).
Nuestras sedes son:
- Escuela Naval Militar
- Escuela de Guerra Naval
- Escuela de Oficiales de la Armada
- Escuela de Ciencias del Mar
- Escuela Nacional de Náutica Manuel Belgrano

### Redes Sociales
La FadARA está presente en las redes sociales, a través de las siguientes cuentas:
- LinkedIn[2]
- YouTube[3]